# Pulka

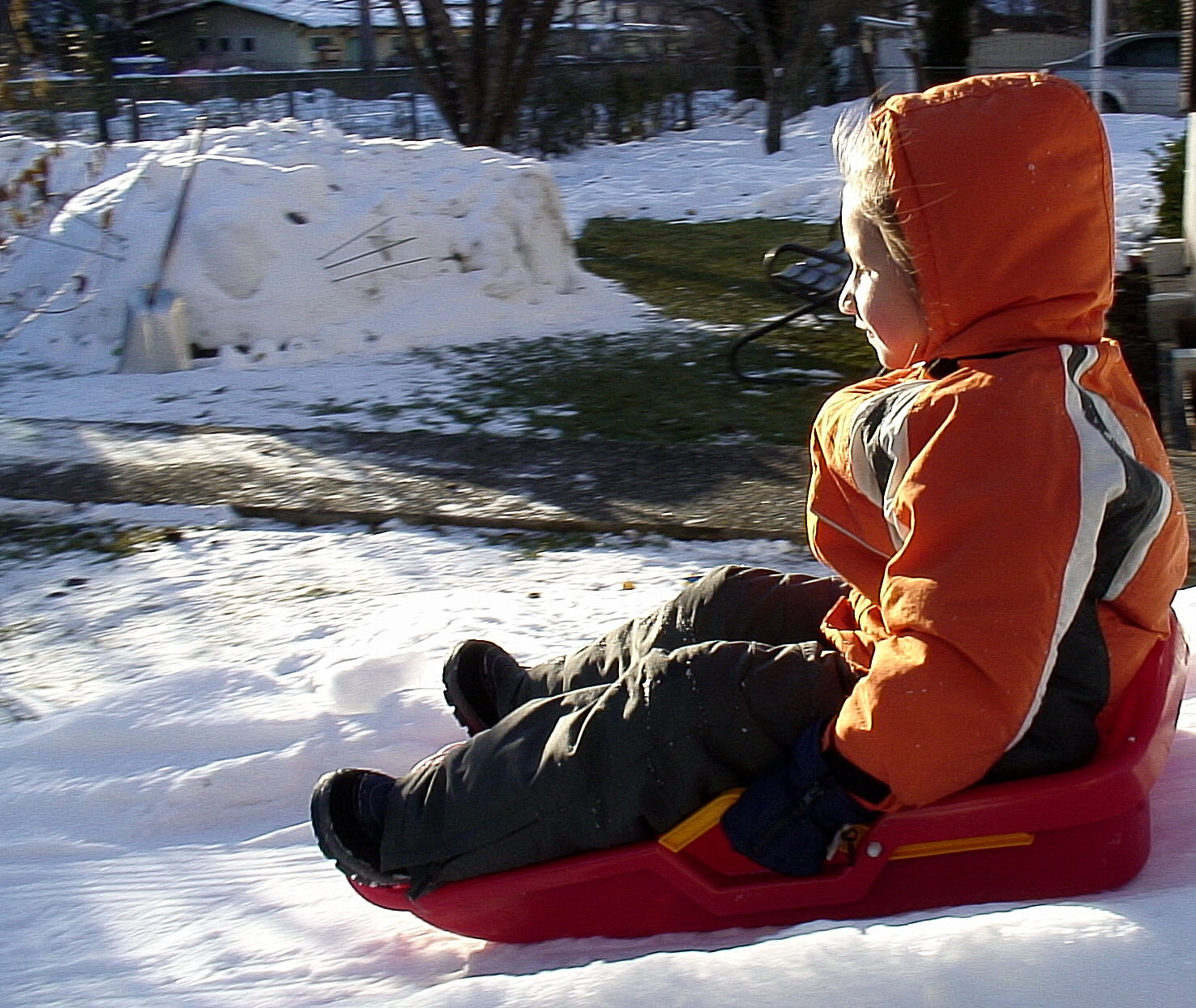
Ett barn som åker pulka.

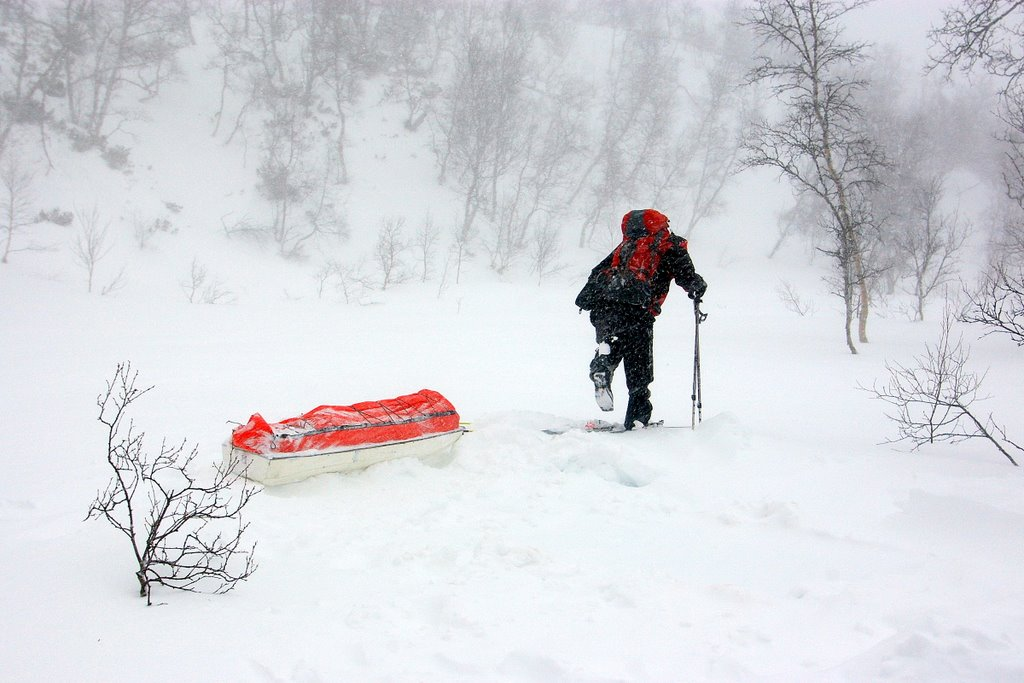
Fjällpulka och dragare.

Pulka är en halvtäckt släde för persontransport. Ordet pulka är hämtat från finskan där det har formen pulkka. Det finska språket har i sin tur lånat ordet från samiskans puhlke. Även i andra språk har ordet inlånats, t.ex. i ryskan där det har formen bolk eller bolok.

## Fjällpulka
Fjällpulkor används för transport av utrustning och förnödenheter vid långfärder i snö- eller isklädd terräng. En sådan pulka dras i dragselar eller skaklar.
När det gäller fjällpulkor brukar man generellt tala om två sorters pulkor, ackja och toboggan. Dessa är distinkta modeller, den förra med ursprung bland samerna, den senare bland innu och cree i norra Kanada. Den främsta företrädaren för ackjamodellerna är Segebadenpulkan med sitt båtliknande skrov, och den mest kända tobogganmodellen är Rimforspulkan som är lika bred i aktern som i fören.

## Leksak
I modern tid har ordet pulka mer och mer börjat förknippas med vinterleksaker för utomhusbruk, egentligen ett slags kälke, tillverkad i plast. Pulkan används bland annat till utförsåkning i snöbeklädda backar.
Sådana pulkor kan även användas för transport av varor på snötäckt mark, men i djup snö eller i backar kan fästanordningar, som saknas på de flesta pulkor avsedda för barn, vara nödvändiga.

## Draghundssport
I draghundssport nordisk stil åker hundföraren skidor och hunden drar antingen en pulka eller är fäst vid föraren med lina (linkörning). Oftast tävlar man med en hund, men det finns även tävlingar för hundspann. Pulkans vikt är 20 kg per hund och sträckan mellan 5 och 25 km. Det internationella namnet är skijoring efter norskans skikjøring. Vid de olympiska vinterspelen 1928 och 1932 var skidkörning respektive slädhundsrace uppvisningssporter.